# Arctoconopa quadrivittata
Arctoconopa quadrivittata är en tvåvingeart som först beskrevs av Siebke 1872.  Arctoconopa quadrivittata ingår i släktet Arctoconopa och familjen småharkrankar. Arten är reproducerande i Sverige. Inga underarter finns listade i Catalogue of Life.